# 真逆
| ウィキペディアには「真逆」という見出しの百科事典記事はありません（タイトルに「真逆」を含むページの一覧/「真逆」で始まるページの一覧）。 代わりにウィクショナリーのページ「真逆」が役に立つかもしれません。 |